# 医療機能情報公表制度
医療機能情報公表制度（いりょうきのうじょうほうこうひょうせいど）とは、2007年4月からの第五次医療法改正（医療法施行規則の一部改正）に伴い実施されている制度で、医療機関の機能情報を都道府県を通じて住民らに公表する制度である。

## 医療機能情報提供システム
- 医療機能情報提供制度（医療情報ネット）について(厚生労働省ホームページ)に掲載されているとおりに、各都道府県の医療機関の情報を各都道府県ごとにネット検索できるシステムで、これを確認すれば、診療科目、診療日、診療時間や対応可能な疾患治療内容等の医療機関の詳細が判るようになっている。